# Ningulus simatus
Ningulus simatus är en tvåvingeart som beskrevs av Mcalpine 1983. Ningulus simatus ingår i släktet Ningulus och familjen Neminidae. Inga underarter finns listade i Catalogue of Life.